# 鲍里斯·彼得洛维奇·伊格纳季耶夫

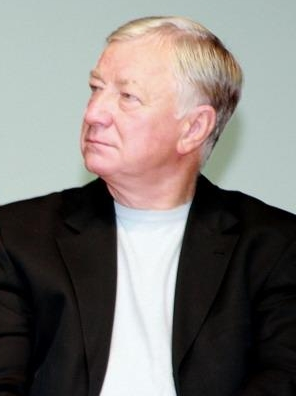

鲍里斯·彼得洛维奇·伊格纳季耶夫（Russian: Борис Петрович Игнатьев, 1940年12月5日—，俄罗斯前足球运动员，足球教练。 
鲍里斯·伊格纳季耶夫司职中场，仅在高尔基-伏尔加俱乐部（后来的下诺夫哥罗德伏尔加足球俱乐部）时，在苏联顶级联赛出场数次。
退役后，鲍里斯·伊格纳季耶夫执教弗拉基米尔鱼雷足球会，自1976年起长期担任苏联19岁以下青年国家队教练。1988年鲍里斯·伊格纳季耶夫带领苏联19岁以下青年国家队获得欧洲U-19足球锦标赛冠军。1991-1992年担任苏联21岁以下青年国家队主教练，1996到1998年他执教俄罗斯国家足球队。俄罗斯国家队获得了附加赛资格，但输给了意大利，未能进军1998年国际足联世界杯决赛圈。
1999-2001年他执教FC Torpedo-ZIL Moscow俱乐部，成功带领球队升入俄罗斯超级联赛。随后他接受了中国的邀请，担任山东鲁能队主教练。联赛初期由于鲍里斯的攻势足球理念和战术无法被球员理解，造成成绩不佳和亚俱杯惨败，但提拔了一批年轻球员。后期改变战术，最后10场比赛赢了9场，但仍然没能续约。
2012-2013赛季他执教莫斯科鱼雷俱乐部，帮助球队保级，之后一直任俱乐部体育主管至2018年.。